# سيبريان نورفيد
كان سيبريان كاميل نورفيد (24 سبتمبر عام 1821 - 23 مايو عام 1883) شاعرًا وكاتبًا مسرحيًا ورسامًا ونحاتًا وفيلسوفًا بولنديًا. يعتبر الآن من أهم أربع شعراء رومانسيين بولنديين، وذلك رغم اختلاف الباحثين حيال توصيفه تحت فئة أدباء الحقبة الرومانسية المتأخرة أو الحقبة الحديثة المبكرة.
اتصفت حياة نورفيد بالمأساوية، وعاش أغلبها في حالة من الفقر المدقع. قاسى مشاكل صحية متعاظمة، ودخل علاقة حب من طرف واحد، ولاقى مراجعات نقدية مجحفة وعزلة اجتماعية متزايدة. قضى جل حياته في الخارج بعدما غادر الأراضي البولندية حين كان في عشرينياته. عاش بصورة رئيسية في باريس وتوفي فيها في نهاية المطاف، وذلك بعدما قضى فترة وجيزة مسافرًا عبر أوروبا الغربية خلال شبابه. كذلك سافر إلى الولايات المتحدة وعمل كرسام توضيحي لفترة قصيرة من الزمن.
لم يحظى أسلوب نورفيد الأصيل والمتمرد بالتقدير خلال حياته، وذلك رغم أنه اعتبر «نجمًا صاعدًا» في ريعان شبابه. لعب ذلك دورًا في إقصائه عن المجتمع الراقي. لم يعاد اكتشاف أعماله وتقديرها إلا بعد وفاته. وكان ذلك على يد حركة بولندا الفتاة خلال أواخر القرن التاسع عشر ومستهل القرن العشرين. يعتبر فيد-ميكوم عمله الأكثر تأثيرًا اليوم، وهو عبارة عن مجموعة شعرية ضخمة انتهى من كتابتها في عام 1866. لم تنشر العديد من أعماله -بما في ذلك كتاب فيد-ميكوم- خلال حياته.

## حياته

### فترة الشباب
ولد سيبريان نورفيد في قرية لاسكوفو-غووخه الواقعة بمقاطعة مازوفيا بالقرب من وارسو في يوم 24 سبتمبر عام 1821. ولد في كنف عائلة تنتمي لطبقة النبلاء الصغرى البولندية الليتوانية والحاملة لشعار توبور. كان والده من المسؤولين الحكوميين صغار الشأن. كان الملك البولندي يوحنا الثالث سوبياسكي أحد أسلافه من طرف والدته.
تيتم سيبريان وشقيقه لودفيك في سن مبكرة. توفيت والدة سيبريان حين كان يبلغ من العمر أربعة أعوام. كذلك توفي والد نورفيد حين كان في الرابعة عشر من العمر في عام 1835.(ص.v) تلقى سيبريان وشقيقه لودفيك تعليمهما في مدارس وارسو خلال معظم طفولتهما. أوقف سيبريان تعليمه المدرسي (لم يكمل الصف الخامس)،(ص.v–vi) والتحق بمدرسة خاصة لتعليم الرسم في عام 1836. وهناك درس تحت إشراف الفنانين ألكسندر كوكولار ويان كليمنس ميناسوفيتش.(ص.vi) أجبره تعليمه الرسمي المنقوص على أن يصبح ذاتي التعلم. وتعلم في نهاية المطاف اثني عشر لغة.(ص.viii)(ص.28)(ص.268)
تجلى مسعى نورفيد الأول في المضمار الأدبي في دورية بشمنيتسفا كرايوفه (الأدب الوطني) التي نشرت قصيدته الأولى تحت عنوان «سوناتتي الأخيرة» في العدد الثامن الصادر خلال أربعينيات القرن التاسع عشر.(ص.11)(ص.34) نشر خلال تلك السنة عشر قصائد وقصة قصيرة واحدة.(ص.vi) لاقت قصائده الأولى استحسان النقاد، وأضحى من الضيوف المرحب بهم في صالونات وارسو الأدبية. وصفت شخصيته حينذاك بتلك العائدة لشخص «منمق» أو «نجم صاعد» على مستوى جيل الشعراء البولنديين اليافعين.(ص.268–269)(ص.vii–viii) ارتحل عبر كونغرس بولندا برفقة فواديسواف فاجك خلال الفترة الممتدة من عام 1841 حتى عام 1842..(ص.ix)

## أوروبا
ورث نورفيد مبالغ مالية وحصل على منحة دراسية خاصة لدراسة النحت وغادر بولندا في عام 1842،(ص.ix)(ص.269) ولم يعد إليها قط. ذهب في بادئ الأمر إلى مدينة درسدن في ألمانيا. كذلك زار مدينتي البندقية وفلورنسا في إيطاليا في ما بعد. وسجل في دورة دراسية لتعليم النحت في أكاديمية الفنون الجميلة في فلورنسا. نشرت قصيدته «في فيرونة» التي قوبلت بالاستحسان بعد عدة سنوات من زيارته فيرونة.(ص.x) فسخت خطيبته كاميلا ارتباطها به، وجاء ذلك عقب استقراره في روما عام 1844. وهناك غدا من مرتادي مقهى غريكو لسنوات عدة.(ص.269) اجتمع بعدها بماريا كاليرغيس (الاسم عند الولادة: نيسلرود). أصبح الاثنان على معرفة ببعضهما البعض، غير أن محاولاته من أجل التودد إليها وإلى وصيفتها ماريا تريبيتسكا باءت بالفشل. وبعدها سافر الشاعر إلى مدينة برلين، وشارك في محاضرات جامعية ولقاءات مع أفراد من الجالية البولندية. استطاع نورفيد خلال تلك الفترة إقامة العديد من الأواصر الاجتماعية والفنية والسياسية الجديدة. كذلك فقد جواز سفره الروسي في ذاك الوقت، وأقدمت السلطات الروسية على مصادرة أملاكه بعدما رفض الالتحاق بالسلك الدبلوماسي الروسي. كذلك اعتقل لمحاولته عبور الحدود والعودة إلى روسيا من دون جواز سفر. أدى مكوثه لفترة وجيزة في أحد سجون برلين إلى إصابته بالصمم الجزئي.(ص.269) ذهب نورفيد إلى بروكسل بعدما اضطر لمغادرة بروسيا في عام 1846. مكث في روما خلال ثورات أوروبا في عام 1848. وهناك التقى بالمثقفين البولنديين آدم متسكيفتش وزيغمونت كراشينسكي.
 عاش نورفيد في باريس خلال الفترة الممتدة من عام 1849 حتى عام 1852. والتقى فيها بالبولنديين فريدريك شوبان ويوليوس سوفاتسكي وغيرهم من فناني المهجر على غرار المثقفين الروسيين إيفان تورغينيف وألكسندر هيرزن، فضلًا عن غيرهم من المثقفين من أمثال جول ميشليه (اجتمع بالعديد منهم في صالون إيما هيرفغ).(ص.28)(ص.816) كان نورفيد في وضع حرج نتيجة مروره بضائقة مالية ودخوله في علاقة حب من طرف واحد وإساءة فهمه من الناحية السياسية والاستقبال النقدي السلبي لأعماله. عاش فقيرًا واضطر للاشتغال كعامل يدوي بسيط الحال.(ص.269) كذلك عانى من تدهور بصره وسمعه، غير أنه تمكن من نشر بعض المحتوى في مجلة غونيتس بولسكي الباريسية الناطقة بالبولندية وغيرها من الإصدارات المماثلة الأخرى.(ص.269) شهد عام 1849 نشر بعض قصائده ومن بينها قصيدة «بيشن سبويتشنا» (الأغنية الاجتماعية). كان من ضمن أعماله الأخرى البارزة العائدة لتلك الفترة كل من مسرحية «زفولون» والقصيدة الفلسفية «بروميثديون» حول طبيعة الفن، واللتين نشرتا في عام 1851. وصفت «بروميثديون» -وهي عبارة عن أطروحة مسهبة عن علم الجمال كتبت على شكل أبيات شعرية- كـ«أول عمل هام من تأليف نورفيد».(ص.814) بيد أنها لم تحظى باستحسان النقاد المعاصرين. شهد ذلك العام أيضًا استكماله لنصوص مسرحية «كراكوس» ومسرحية «فاندا» وقصيدة «بيما بامينتشي جاوبنه رابسود» (ملحمة جنائزية في ذكرى الجنرال بيم).

## الولايات المتحدة
قرر نورفيد الهجرة إلى الولايات المتحدة في خريف عام 1852. تلقى بعض التمويل من النبيل وفاعل الخير البولندي فلاديسواف زامويسكي.(ص.190) وصل إلى مدينة نيويورك على متن سفينة مارغريت إيفانز بعد رحلة شاقة في يوم 11 فبراير عام 1853. قام نورفيد بعدد من الأشغال العابرة ومن بينها عمله في إحدى شركات الرسوم. شارك في تحضير الألبوم التذكاري الخاص بمعرض القصر الكريستالي ومعرض صناعات جميع الأمم.(ص.269)(ص.816) دفعته درايته باندلاع حرب القرم في الخريف إلى التفكير بالعودة إلى أوروبا، وذلك إلى جانب خيبة الأمل التي مني بها حيال أميركا، والتي شعر أنها افتقرت «للتاريخ». وهكذا كتب إلى متسكيفتش وهيرزن يطلب مساعدتهما.(ص.269)

## الإرث وإحياء الذكرى
وقعت العديد من أعمال نورفيد في طي النسيان عقب وفاته. ولم يحظى أسلوبه وبراعته بالتقدير إلا إبان حقبة بولندا الفتاة في مطلع القرن العشرين.(ص.266)(ص.6)  وحينها اكتشف الشاعر والناقد الأدبي البولندي زينون بشاسمتسكي أعماله وروج لها. كان بشاسمتسكي عضوًا في الأكاديمية البولندية للأدب. باشر الأخير إعادة نشر أعمال نورفيد في نحو عام 1897. وبذلك تشكلت صورة راسخة عنه باعتباره أحد «الأساطير الدراماتيكية للشاعر المبتلى».(ص.270)